# Justice (série de televisão de 2006)
Justice é uma série dramática produzida por Jerry Bruckheimer, exibida nos Estados Unidos pelo canal FOX, e no Brasil pelo canal Warner Channel.
A série mostra um grupo de advogados que investiga famosos e controversos casos policiais.